# کریم ملک‌آسا
کریم ملک‌آسا، سیاستمدار اصلاح طلب نماینده دوره های دوم و سوم مجلس شورای اسلامی، از حوزه انتخابیه پلدختر است.  وی دارای مدرک کارشناسی ارشد مهندسی پلیمر از دانشگاه تگزاس آمریکا است.